# Jens Pulver
Jens Johnnie Pulver  (Sunnyside, 6 december 1974) is een Amerikaans voormalig MMA-vechter. Hij was van februari 2001 tot maart 2003 de eerste UFC-wereldkampioen in het lichtgewicht (tot 70 kilo). Pulver kwam later ook uit in achtereenvolgens het vedergewicht (tot 66 kilo), bantamgewicht (tot 61 kilo) en vlieggewicht (tot 57 kilo) van verschillende MMA-bonden.

## Carrière
Pulver begon in zijn jeugd met worstelen en boksen en groeide van hieruit door naar MMA. Nadat hij in contact kwam met de eigenaar van een school voor Braziliaans jiujitsu, zorgde die ervoor dat Pulver in april 1999 zijn debuut kon maken in een officieel MMA-evenement, de Bas Rutten Invitational 2. Hij won die dag zijn eerste partij op basis van technische knock-out (TKO) en verloor zijn tweede (submissie). Ruim een maand later nam hij ook deel aan de Bas Rutten Invitational 3 en won hij beide partijen die dag (op submissie en knock-out, KO).
Pulver debuteerde in september 1999 onder de vlag van de UFC, op UFC 22. Zijn eerste gevecht voor deze bond eindigde in een gelijkspel tegen Alfonso Alcarez. Van zijn volgende zeven gevechten won hij er zes, waarvan vijf op basis van KO of TKO. Pulver mocht in februari 2001 uitkomen in het eerste titelgevecht om een lichtgewichtkampioenschap in de geschiedenis van de UFC. Hij versloeg daarin Caol Uno op basis van een verdeelde jurybeslissing. Pulver verdedigde zijn titel daarna twee keer, tegen Dennis Hallman (unanieme jurybeslissing) en B.J. Penn (verdeelde jurybeslissing). Hiermee kwam hij op twaalf zeges in vijftien gevechten.
Pulver verliet de UFC omwille van contractperikelen en verloor daardoor in maart 2002 zijn titel. Hierna vocht hij van juni 2002 tot de laatste partij van zijn carrière in november 2013 nog 32 keer onder de vlag van meer dan vijftien verschillende bonden, waaronder PRIDE, World Extreme Cagefighting en ONE. Hij won nog vijftien partijen en verloor er zeventien. Pulver keerde één keer terug bij de UFC en vocht hiervoor in die tijd nog twee gevechten. In het eerste sloeg Joe Lauzon hem in de 47ste seconde van de eerste ronde KO. In de tweede partij nam hij het voor de tweede keer in zijn carrière op tegen Penn. Voorafgaand aan het gevecht coachten de twee allebei een team aspirerende MMA-vechters voor seizoen vijf van het televisieprogramma The Ultimate Fighter. De wedstrijd tussen de twee coaches gold als afsluitende evenement. Pulver verloor ditmaal als gevolg van een verwurging (rear naked choke) in de tweede ronde.
Pulver nam behalve aan MMA ook deel aan één kickboks- (2009) en vier bokswedstrijden (2004), die hij allemaal won. Hij stopte in 2014 met vechtsporten.